# 潘閬
潘閬（？—1009年），字逍遙，自號逍遙子，是宋朝大名（今属河北邯郸）人，一說廣陵（江蘇揚州）人，北宋诗人。

## 生平
早年困於科場，曾在汴京（今河南开封）卖药，还常常吟诗，与柳开為莫逆之交。太平兴国七年（982），任秦王赵廷美的记室参军，卢多逊为相，谋立秦王为帝，潘阆参预其谋。秦王事败，潘阆受株连而遭追捕，潘閬扮僧人逃匿中條山（今山西省南部黃河北岸）。淳化初，潘阆重返汴京卖药。宋太宗至道元年（995年）以宣政使王繼恩之薦，賜進士，授四門助教，不久以其狂妄，追还诏书。為人“狂逸不羈”，常倒騎著驢子閒逛（後成為張果老故事），有詩“散拽禪師來蹴踘，亂拖遊女上鞦韆。”，後以“狂妄”罪名被斥，流落杭州，賣藥為生。王繼恩因事下獄，連坐甚廣，潘阆曾参与其谋，遭缉捕，幸而逃脱得免。真宗咸平初（998）回汴京，被京兆尹收系入狱，真宗不再追咎，赦免其罪，並出任滁州（今安徽滁州）參軍。大中祥符三年卒于泗上。與寇準、錢易、王禹偁、林逋、許洞、馮德之等交遊唱和，宋白赠诗云：“宋朝归圣主，潘阆是诗人。”著《逍遙詞》。今杭州城有“潘閬巷”。